# 撫子革命！
《撫子革命！》是自宅すたじお在2015年11月27日發售的戀愛冒險類型成人遊戲，後來由ENTERGRAM在2018年4月26日在PlayStation Vita發售。

## 故事
如月一樹在假日出遊時偶然發現同學神代瑠紫亞的真實原樣，原本是外人眼中的完美大和撫子的她竟然會是外國人。正當兩人一起行走的時候卻意外被其他一樹的親友目擊到而引發一場騷動。

## 角色

### 主要角色
如月一樹
本作的男主角，父母長期在外工作目前與妹妹桃同住。
神代瑠紫亞（聲優：小倉結衣）
身高：160cm，三圍：B94/W58/H88，血型：A型，生日：12月25日
一樹的同學，原本是美國人由於嚮往成為大和撫子而努力裝扮。
椿萌黄
身高：148cm，三圍：B72/W54/H74，血型：O型，生日：9月29日
一樹的青梅竹馬，從小時候就很喜歡一樹。
架月院乃蒼
身高：162cm，三圍：B82/W56/H88，血型：B型，生日：4月1日
一樹的學姊，手藝社的社長。
朱峰涼浬
身高：165cm，三圍：B91/W57/H85，血液型：O型，生日：1月17日
一樹的同學，喜歡可愛物品。

### 其他角色
如月桃（聲優：唯香）
一樹的妹妹。
椿天音
萌黄的姊姊。
白藤凪（聲優：今谷皆美）
一樹的同學和朋友，由於想玩遊戲而進入電腦社。
綺堂白奈
一樹的學姊，擔任學生會的會長，做30份打工。
魅夕
一樹的師母，有女童外貌實際上已育有一子。

## 主題曲
片頭曲「大和撫子花語」（ヤマトナデシコ花言葉）
作詞：TKY，作曲、編曲：delaShoma，主唱：民安ともえ
片尾曲「White Lace」
作詞：Hiro-To，作曲、編曲：Lily Comer，主唱：民安ともえ

## 外部連結
- PC版官方網站 （页面存档备份，存于）自宅すたじお（日語）
- PSV版官方網站ENTERGRAM（日語）